# Pfarrkirche Lichtenau im Waldviertel

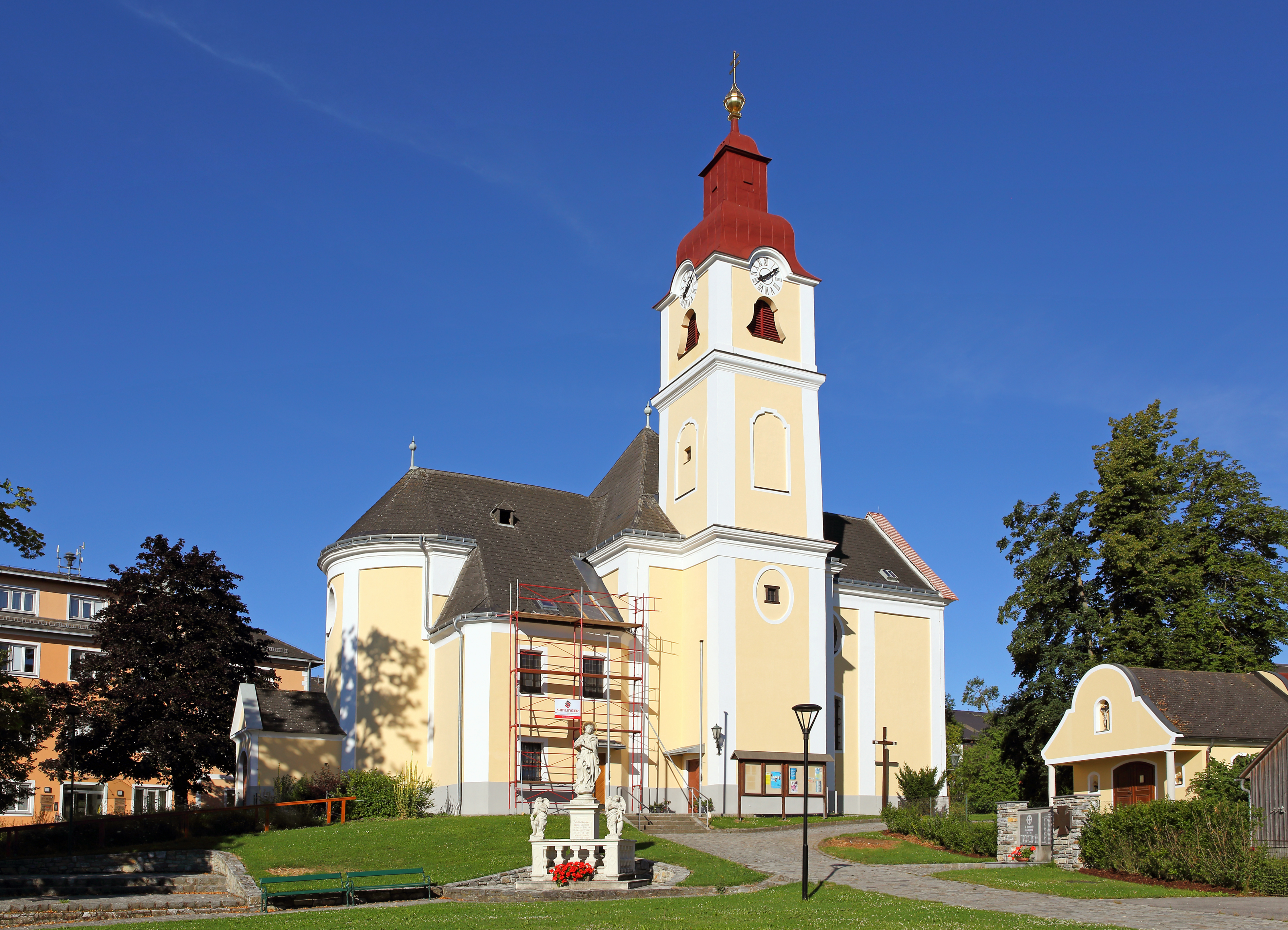
Katholische Pfarrkirche hl. Ägydius in Lichtenau

Die römisch-katholische Pfarrkirche Lichtenau steht im Süden des Hauptplatzes in der Marktgemeinde Lichtenau im Waldviertel im Bezirk Krems-Land in Niederösterreich. Die dem Patrozinium des hl. Ägidius unterstellte Pfarrkirche gehört zum Dekanat Krems der Diözese St. Pölten. Die Kirche steht unter Denkmalschutz (Listeneintrag).

## Geschichte
Die Pfarre wurde 1325 gegründet. Der barocke Saalbau wurde von 1755 bis 1757 nach den Plänen des Kirchenbaumeisters Josef Koch erbaut.

## Architektur
Das Kirchenäußere zeigt ein Langhaus mit beidseitigem Querhaus und einen Chor mit einem halbrunden Schluss mit einem umlaufenden Sockel mit einer verkröpften Profilierung, die Fassaden mit einer Lisenengliederung haben ovale und korbbogige Fenster. Die Westfront mit einem Dreieckgiebel hat ein rechteckiges Portal. Der dreigeschoßige Turm steht nördlich am Querhaus und hat ein rechteckiges Portal, nordseitig im zweiten Geschoß ein kleines quadratisches Fenster in einer ovalen Blendnische, darüber allseitig seichte Schulterbogennischen mit glockenförmigen Schallfenstern, Uhrengiebeln und einen glockenförmigen Dachhelm. In der nördlichen Chorecke steht der zweigeschoßige Sakristeianbau unter einem Walmdach mit einem Rechteckportal und rechteckigen Fenstern. Östlich des Chores steht ein niedriger Anbau mit einem Dreieckgiebel und einem Satteldach als ehemalige Familiengruft aus 1803 der Besitzer von Schloss Lichtenau im Waldviertel.
Das Kircheninnere zeigt ein Langhaus unter zwei westlichen stichkappengewölbten Jochen, dem schließt sich die quadratische Vierung unter einer flachen Hängekuppel an, beidseits der Vierung befinden sich kurze Querarme. Die platzlunterwölbte Westempore ist mit einem breiten hohen Rundbogen zum Langhaus geöffnet. Der eingezogene kreuzgratgewölbte Chor schließt mit einer Rundapsis. In der Nordwand des Chorjoches befindet sich ein korbbogiges Oratoriumsfenster, darunter das Rechteckportal zur Sakristei, die Sakristei hat Stichkappentonnengewölbe.

## Einrichtung
Der Hochaltar aus der zweiten Hälfte des 18. Jahrhunderts, mit einem Wandverbau den gesamten Chorschluss ausfüllend, hat über seitlichen Säulen ein breites verkröpftes Gebälk, das östliche Fenster ist in den Altaraufbau integriert. Er zeigt das Altarblatt hl. Ägydius aus dem Anfang des 19. Jahrhunderts in einer rundbogigen Rahmung mit einem reichgeschnitzten Aufsatz und trägt die Statuen der Heiligen Johannes der Täufer und Paulus und im Auszug Heiliger Geist in der Glorie von zwei Engeln flankiert. Der Altartisch mit einem Baldachinaufbau zeigt am Antependium in einer Reliefkartusche mit Rocailleornamentik die Fußwaschung Christi und trägt auf seitlichen Postamenten die Statuen Maria und Johannes.
Die Seitenaltäre sind gleichartig mit Pilastern und geschwungenem Auszug. Der linke Seitenaltar zeigt das Bild hl. Antonius von Padua  von Johann Karl Auerbach (1755). Der rechte Seitenaltar trägt die Figur kniende weibliche Person vor der gekrönten Maria und darunter in einem Glaskästchen mit Rocaillerahmen das Wachsrelief der Heiligen Rosa von Lima und Ägydius aus der zweiten Hälfte des 18. Jahrhunderts, unter einem Baldachin steht die Figur hl. Johannes Nepomuk aus dem dritten Viertel des 18. Jahrhunderts.
Das Weihwasserbecken in der Form eines Totenkopfes entstand in der Mitte des 18. Jahrhunderts.
Das Orgelprospekt mit Akanthusornamentik sowie der bekrönende Posaunenengel zwischen einem gebrochenen Giebel entstand 1758, das Orgelwerk 1925.

## Grabdenkmäler
- Ein Inschriftgrabstein mit Reliefwappen zu Johann Gräfin von Clary und Aldringen 1818.